# Platis
Platis (in greco Πλατής?; fl. XIX secolo) è stato un tiratore a segno greco.

## Carriera
Partecipò alle gare di tiro a segno delle prime Olimpiadi moderne che si svolsero ad Atene. Prese parte alla rivoltella militare, senza risultati di rilievo.